# يوهان غوتفريد هيلدبرانت
يوهان غوتفريد هيلدبرانت (بالألمانية: Johann Gottfried Hildebrandt)‏ هو صانع آلة موسيقية ‏ ألماني، ولد في 1724 في Störmthal ‏ في ألمانيا، وتوفي في 7 نوفمبر 1775 في درسدن في ألمانيا.